# Jeremy Morgan
Jeremy Morgan (Coralville (Iowa), 8 de mayo de 1995) es un baloncestista estadounidense que pertenece a la plantilla del Hapoel Jerusalem B.C. de la Ligat ha'Al israelí. Con 2 metros de estatura, juega en la posición de escolta.

## Trayectoria deportiva
Jugó cuatro temporadas en el conjunto universitario del Northern Iowa Panthers (2013-2017). Tras no ser elegido en el Draft de la NBA de 2017, disputó la liga de verano de la NBA con Memphis Grizzlies.
El 9 de julio de 2017 firmó su primer contrato profesional con Memphis Grizzlies con el que jugaría durante dos partidos en pretemporada, antes de ser asignado durante la temporada 2017-18 en las filas de su filial, el Memphis Hustle de la NBA G League con el que jugaría 32 partidos y anotaría 7.84 puntos por partido.
El 21 de agosto de 2018, firma con el Kouvot Kouvola de la Korisliiga con el que disputaría 55 partidos, promediando 12.36 puntos por partido.
En noviembre de 2019, se confirma su fichaje por Crailsheim Merlins de la Basketball Bundesliga.
En la temporada 2021-22, firma por el Telekom Baskets Bonn de la Basketball Bundesliga.
El 5 de julio de 2023 fichó por el JL Bourg-en-Bresse de la LNB Pro A francesa.
El 21 de julio de 2024 fichó por el Hapoel Jerusalem B.C. de la Ligat ha'Al israelí.